# Александр і Гефестіон

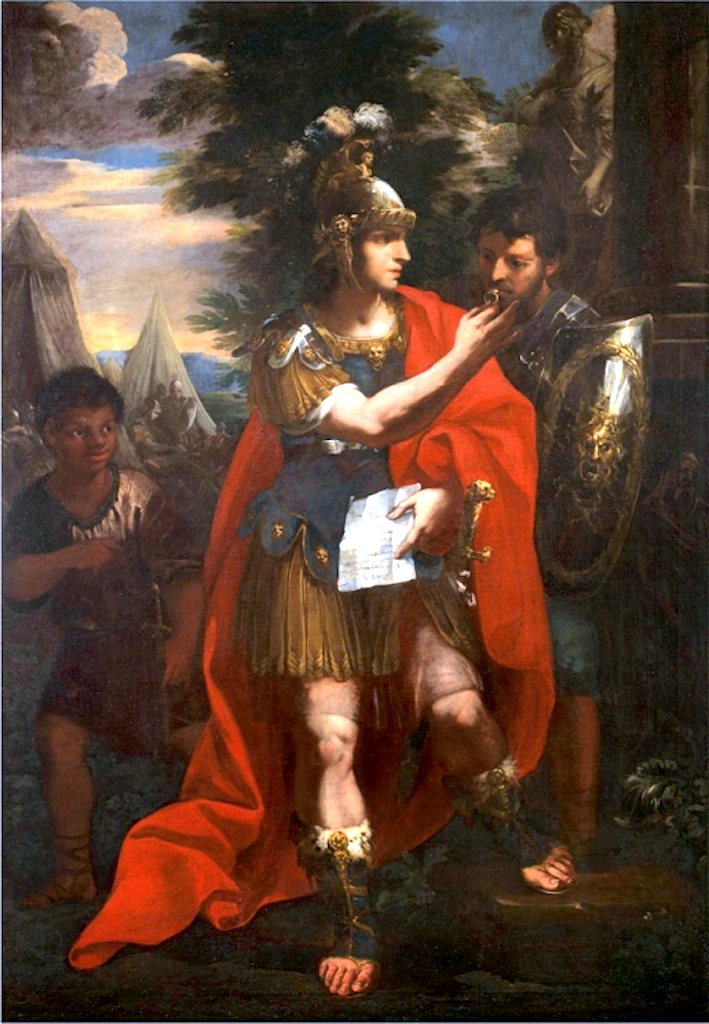
Картина італійського художника Андреа Камассі «Александр та Гефестіон», 17 століття

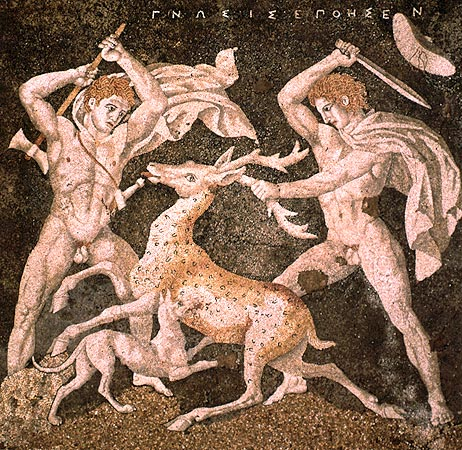
Можливе зображення Александра та Гефестіона на мозаїці «Полювання на оленів», 300 р. до н. е.

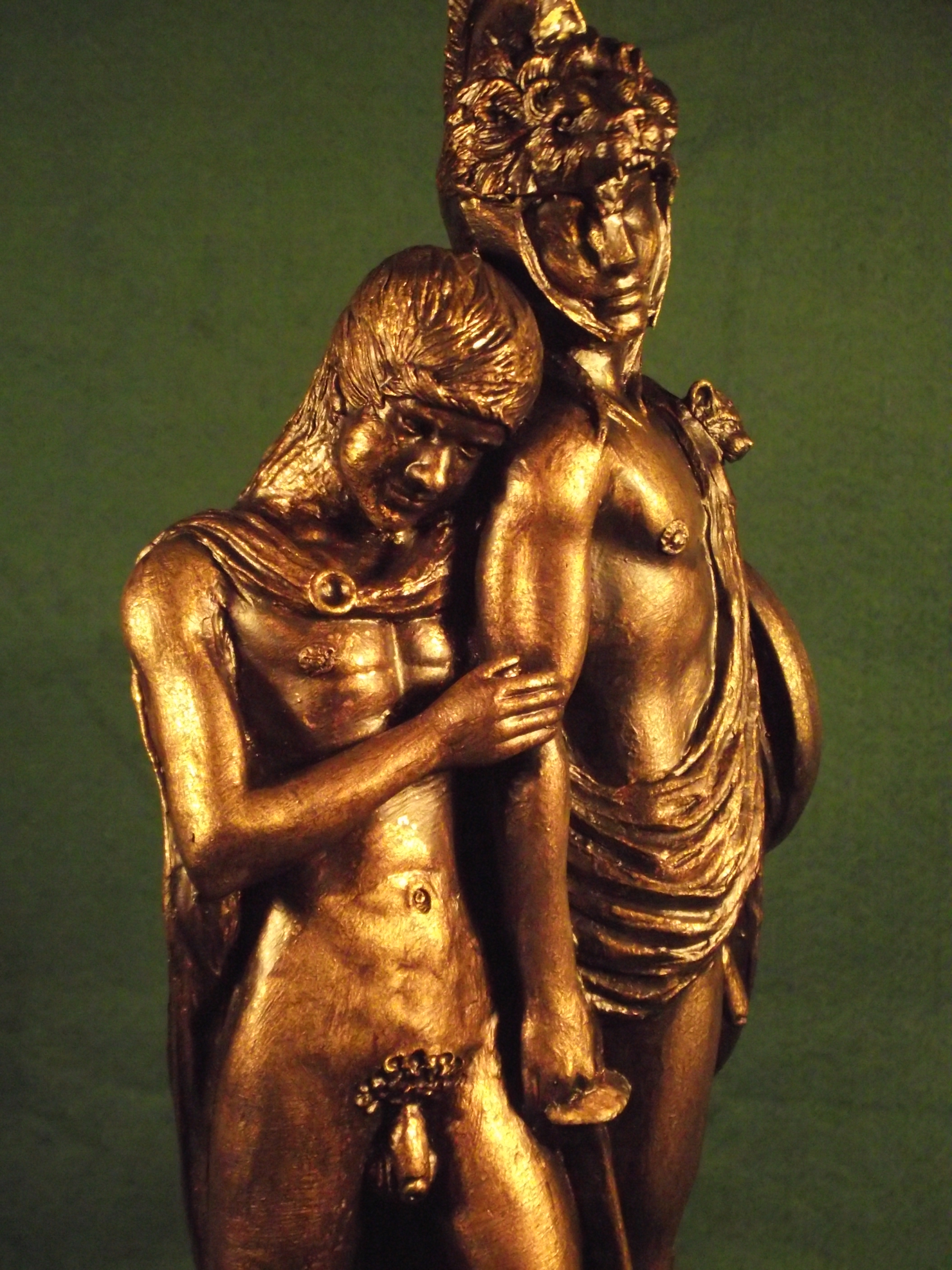
Скульптура «Александр і Гефестіон» англійського митця Малкома Лідбері, 2016 р.

Александр і Гефестіон (грец. Αλέξανδρος και Ηφαιστίων) — відомі історичні постаті елліністичного періоду, стосунки між якими становлять особливий інтерес серед науковців та суспільства.
Александр — дев'ятнадцятий цар Македонії. Гефестіон —найближчий з оточення до Александра і один із його полководців.
Існує декілька популярних версій щодо природи стосунків Александра і Гефестіона: одна стосується сильних дружніх взаємовідносин між ними, інша платонічного кохання, третя романтичних несексуальних відносин, а остання — романтичних та інтимних.
Серед науковців досі ведуться суперечки з приводу цього питання і єдиної відповіді немає.
Самі ж стосунки між Александром та Гефестіоном перегукуються з відносинами між такими міфічними персоналіями, як Ахілл та Патрокл, і часто порівнюються з ними, беруться за приклад.

## Інтерпретації та погляди
На думку багатьох науковців, зокрема Пола Картледжа, професора історії з Кембриджського університету, наріжним каменем є питання щодо сексуальної орієнтації Александра. І це питання є одним із заплутаних. На його припущення Александр кохав Гефестіона не як друга, однак невідомо точно чи були відносини Александра та Гефестіона такими, які колись не наважували вимовити вголос. Попри те, інші дослідники, не заперечуючи існування гомоеротичних елементів та інтенсивного гомосоціального бажання, що підкреслювало саме партнерство Александра та Гефестіона, наголошують, що визначити чи базуються їхні стосунки на сучасній концепції гомосексуального (активного та пасивного бажання), чи на концепції платонічності, або чогось іншого — досить складно.
Матеріалу, який би просвітив та дав відповідь на це наукове питання, недостатньо, і науковцям залишається лише аналізувати та приходити до висновку за тим життєписом Александра та Гефестіона, який дійшов до наших днів.
Зокрема, особливий інтерес серед науковців проявляється до фрагментів з праць давньогрецьких істориків, у яких описано більш-менш докладно реакцію Александра на смерть Гефестіона, яка з їх точки зору і може просвітити деякі питання.
Так, Плутарх та Арріан описували життєві переживання Александра після смерті Гефестіона таким чином: «горе Александра було незбагненним», «він кинувся до тіла Гефестіона і пролежав там майже весь день у сльозах, він відмовлявся розлучатися з ним, допоки його силою не відтягли» і «цілих два дні після смерті Гефестіона Александр не їв їжі і жодним чином не звертав уваги на свої тілесні потреби, а лежав на своєму ліжку то у плачу, то у тиші горя». На думку британського історика Ендрю Чагга, жодна інша обставина з життєпису не показує істинної природи та тривалості стосунків, як непереборне горе Александра з приводу смерті Гефестіона. На його думку, ця описана давніми істориками реакція, може свідчити лише про найтісніші стосунки між Александром та Гефестіоном, характер який не викликає сумнівів
Французька дослідниця Жаклін Д'Агірре вважає, що Александр і Гефестіон були коханцями і мали партнерство, а також, що їхні стосунки скоріш за все були зумовлені, зокрема, і бажанням Александра наслідувати Ахіллеса, якого він боготворив, та, можливо, конкурувати з ним. Окрім того, вона акцентує увагу і на глибокій прихильності Александра до Гефестіона, що виявлялася різними способами, починаючи від публічних церемоній і закінчуючи приватними подіями, які не можна ігнорувати. Дослідниця не відкидає і тієї версії, що між ними могло і не бути сексуальних інтимних відносин у зрілому віці зовсім, але припускає, що вони ймовірно були у більш ранньому, і відсутність таких стосунків у їх пізніші роки не обов'язково означає, що вони перестали бути коханцями.

## У культурі
У романі-утопії німецького письменника Клауса Манна «Александр», що був уперше опублікований у 1929, змальовуються гомосексуальні відносини між Александром та Гефестіоном.
У 2004 р. американським режисером Олівером Стоуном було створено фільм «Александр», у якому стосунки з Гефестіоном були представлені гомоеротизовано, проте подекуди нагадуючи броманс.

## Виноски
1. ↑  Daniel., Ogden,. Alexander the Great : myth, genesis and sexuality. ISBN 978-0-85989-838-6. OCLC 769007389.{{cite book}}:  Обслуговування CS1: Сторінки з посиланнями на джерела із зайвою пунктуацією (посилання)
2. ↑  Smith, H.; Taylor, S. (1 квітня 2009). Hephaestion and Alexander: Lord Hervey, Frederick, Prince of Wales, and the Royal Favourite in England in the 1730s. The English Historical Review (англ.). Т. CXXIV, № 507. с. 283—312. doi:10.1093/ehr/cep003. ISSN 0013-8266. Процитовано 25 лютого 2021.
3. ↑  Vicki., León, (2013). The Joy of Sexus : Lust, Love, and Longing in the Ancient World. Bloomsbury Publishing USA. ISBN 978-0-8027-7869-7. OCLC 1021804505.{{cite book}}:  Обслуговування CS1: Сторінки з посиланнями на джерела із зайвою пунктуацією (посилання)
4. ↑  Hephaestion. Ancient History Encyclopedia. Архів оригіналу за 5 березня 2021. Процитовано 25 лютого 2021.
5. 1 2  Aguirre, Jacquelyn D (2017). His Own Half: The Nature of the Relationship Between Alexander the Great and Hephaestion (англ.). doi:10.13140/RG.2.2.20826.08640. Процитовано 25 лютого 2021.
6. ↑  Keen, Antony (2006). Homoeroticism in Troy and Alexander (англ.). doi:10.17613/GPNV-RW87. Архів оригіналу за 29 січня 2021. Процитовано 25 лютого 2021.
7. ↑  Klimczak, Natalia. What was the REAL relationship Between Alexander the Great and Hephaestion?. www.ancient-origins.net (англ.). Архів оригіналу за 19 січня 2021. Процитовано 25 лютого 2021.
8. ↑  Bogzaran, Kevin. Generations of Love: The Homoeroticism of Phillip II and Alexander II (PDF). с. 85. Архів оригіналу (PDF) за 26 січня 2021. Процитовано 25 лютого 2021. [Архівовано 2021-01-26 у Wayback Machine.]
9. ↑  Aaron, Kate (15 квітня 2020). The gay life of Alexander and Hephaestion. Medium (англ.). Архів оригіналу за 25 січня 2021. Процитовано 25 лютого 2021.
10. ↑  Plutarch (1919). Lives. Alexander. Digital Loeb Classical Library. Процитовано 25 лютого 2021.
11. ↑  Alexander & Hephaestion: Their Lives and unique Love as recorded by Plutarch, Diodorus, Justin and others (Book). www.ancient.eu. Процитовано 25 лютого 2021.
12. ↑  author., Chugg, Andrew Michael,. Alexander's lovers. с. 125. ISBN 978-0-9556790-4-9. OCLC 894245370.{{cite book}}:  Обслуговування CS1: Сторінки з посиланнями на джерела із зайвою пунктуацією (посилання)
13. ↑  Verfasser, Mann, Klaus. Alexander - Roman der Utopie. ISBN 978-3-7494-5332-0. OCLC 1197175980.
14. ↑  Konstantinos P. Nikoloutsos (2009). The Alexander Bromance: Male Desire and Gender Fluidity in Oliver Stone’s Historical Epic. Helios (англ.). Т. 35, № 2. с. 223—251. doi:10.1353/hel.0.0011. ISSN 1935-0228. Процитовано 25 лютого 2021.